# Somatoparafrenia
Somatoparafrenia – rodzaj monotematycznego urojenia objawiającego się zaburzeniami w doświadczaniu własnego ciała. Osoby cierpiące na somatoparafrenię traktują niektóre części własnego ciała jako obce, nie należące do nich samych. Urojenia tego rodzaju są wynikiem uszkodzenia mózgu.